# Coupe de France 1921/22
Het seizoen 1921/22 was het vijfde seizoen van de Coupe de France in het voetbal. Het toernooi werd georganiseerd door de Fédération Française de Football Association (FFFA) .
Dit seizoen namen er 259 clubs aan deel (57 meer dan aan de vorige editie). De competitie eindigde op 7 mei 1922 met de finale in het Stade Pershing in Parijs. De zege ging naar de titelverdediger Red Star Amical Club die Stade Rennes met 2-0 versloeg.

## Uitslagen

### 1/32 finale
De wedstrijden werden op 4 december 1921 gespeeld, de beslissingswedstrijden op 18 december. De derde wedstrijd tussen Mulhouse-Terreaux Lyon werd op 15 januari 1922 gespeeld.
| Winnaar               | Uitslag | Verliezer              |
| --------------------- | ------- | ---------------------- |
| Red Star Amical Club  | 7-0     | FC Sotteville          |
| Stade Rennes          | 2-1 nv  | Bordeaux AC            |
| FC Rouen              | 5-0     | CA Ivry                |
| Olympique Paris       | 9-2     | SCO Angers             |
| US Tourcoing          | 1-0     | US Quevilly            |
| Olympique Lille       | 5-1     | Club Français          |
| CASG Paris            | 3-1     | Stade Toulouse         |
| VGA Médoc             | 3-0     | Stade Raphaëlois       |
| AC Amiens             | 2-1     | AS Française Paris     |
| Le Havre AC           | 2-0     | SC Tourcoing           |
| Olympique Marseille   | 3-0     | FC Lyon                |
| RC Roubaix            | 4-0     | Stade Le Havre         |
| Racing Club de France | 4-2     | FC Bischwiller 07      |
| US Boulogne           | 8-1     | AF La Garenne-Colombes |
| AS Cannes             | 5-0     | CO Billancourt         |
| Racing Calais         | 2-1     | FC Beauvois            |

| Winnaar                 | Uitslag           | Verliezer             |
| ----------------------- | ----------------- | --------------------- |
| FC Dieppe               | 1-0               | US Dunkerque-Malo     |
| JA Saint-Ouen           | 5-1 nv            | US Forbach            |
| CA Vitry                | 3-1 nv            | Stade Bordeaux        |
| Stade Saint-Brieuc      | 3-1               | CS Jean Bouin Angers  |
| Red Star Strasbourg     | 1-0               | US Belfort            |
| CA Metz                 | 5-3               | VGA Saint-Maur        |
| AS Valentigney          | 2-1 nv            | Lyon OU               |
| US Saint-Servan         | 6-1               | Étoile des Deux Lacs  |
| FC Cette                | 2-1               | US Annemasse          |
| Stade Français          | 6-1               | Phocée Club Marseille |
| CA Paris                | 4-1               | SM Caen               |
| FEC Levallois           | 3-0               | AS Brest              |
| FC Mulhouse             | 1-1 nv 1-3 *; 6-0 | CS Terreaux Lyon      |
| US Suisse Paris         | 2-0               | RC Strasbourg         |
| La Bastidienne Bordeaux | 3-1               | SO Montpellier        |
| AS Strasbourg           | 1-1 nv; 8-1       | USA Clichy            |

### 1/16 finale
De wedstrijden werden op 8 januari 1922 gespeeld. De wedstrijd RC de France- Mulhouse werd op 22 januari gespeeld, evenals de overgespeelde wedstrijd tussen RC Roubaix-FEC Levallois, de beslissingswedstrijd hiervan werd op 29 januari gespeeld.
| Winnaar              | Uitslag | Verliezer           |
| -------------------- | ------- | ------------------- |
| Red Star Amical Club | 3-1     | FC Dieppe           |
| Stade Rennes         | 3-2     | JA Saint-Ouen       |
| FC Rouen             | 4-0     | CA Vitry            |
| Olympique Paris      | 9-2     | Stade Saint-Brieuc  |
| US Tourcoing         | 2-1     | Red Star Strasbourg |
| Olympique Lille      | 8-0     | CA Metz             |
| CASG Paris           | 5-0     | AS Valentigney      |
| VGA Médoc            | 5-1     | US Saint-Servan     |

| Winnaar               | Uitslag                | Verliezer               |
| --------------------- | ---------------------- | ----------------------- |
| AC Amiens             | *                      | FC Cette                |
| Le Havre AC           | 1-1 nv; 3-0            | Stade Français          |
| Olympique Marseille   | 1-0 nv                 | CA Paris                |
| RC Roubaix            | 3-4 nv **; 1-1 nv; 4-0 | FEC Levallois           |
| Racing Club de France | 2-1 nv                 | FC Mulhouse             |
| US Boulogne           | 1-0 nv                 | US Suisse Paris         |
| AS Cannes             | 1-0                    | La Bastidienne Bordeaux |
| Racing Calais         | 5-0                    | AS Strasbourg           |

### 1/8 finale
De wedstrijden werden op 5 februari 1922 gespeeld.
| Winnaar              | Uitslag | Verliezer           |
| -------------------- | ------- | ------------------- |
| Red Star Amical Club | 4-0     | AC Amiens           |
| Stade Rennes         | 3-0     | Le Havre AC         |
| FC Rouen             | 3-0     | Olympique Marseille |
| Olympique Paris      | 2-0     | RC Roubaix          |

| Winnaar         | Uitslag | Verliezer             |
| --------------- | ------- | --------------------- |
| US Tourcoing    | 1-0     | Racing Club de France |
| Olympique Lille | 1-0     | US Boulogne           |
| CASG Paris      | 1-0     | AS Cannes             |
| VGA Médoc       | 2-0     | Racing Calais         |

### Kwartfinale
De wedstrijden werden op 5 maart 1922 gespeeld, de beslissingwedstrijden op 18 maart.
| Winnaar              | Uitslag     | Verliezer       |
| -------------------- | ----------- | --------------- |
| Red Star Amical Club | 2-1         | US Tourcoing    |
| Stade Rennes         | 1-1 nv; 1-0 | Olympique Lille |
| FC Rouen             | 2-1         | CASG Paris      |
| Olympique Paris      | 2-2 nv; 4-1 | VGA Médoc       |

### Halve finale
De wedstrijden werden op 2 april 1922 gespeeld.
| Winnaar              | Uitslag | Verliezer       |
| -------------------- | ------- | --------------- |
| Red Star Amical Club | 2-1     | FC Rouen        |
| Stade Rennes         | 3-0     | Olympique Paris |

### Finale
De wedstrijd werd op 7 mei 1922 gespeeld in het Stade Pershing in Parijs voor 25.000 toeschouwers. De wedstrijd stond onder leiding van scheidsrechter Edmond Gérardin.
| Winnaar                                | Uitslag | Finalist     |
| -------------------------------------- | ------- | ------------ |
| Red Star Amical Club                   | 2-0     | Stade Rennes |
| Paul Nicolas 14' Raymond Sentubéry 87' |         |              |

1917/18 · 1918/19 · 1919/20 · 1920/21 · 1921/22 · 1922/23 · 1923/24 · 1924/25 · 1925/26 · 1926/27 · 1927/28 · 1928/29 · 1929/30 · 1930/31 · 1931/32 · 1932/33 · 1933/34 · 1934/35 · 1935/36 · 1936/37 · 1937/38 · 1938/39 · 1939/40 · 1940/41 · 1941/42 · 1942/43 · 1943/44 · 1944/45 · 1945/46 · 1946/47 · 1947/48 · 1948/49 · 1949/50 · 1950/51 · 1951/52 · 1952/53 · 1953/54 · 1954/55 · 1955/56 · 1956/57 · 1957/58 · 1958/59 · 1959/60 · 1960/61 · 1961/62 · 1962/63 · 1963/64 · 1964/65 · 1965/66 · 1966/67 · 1967/68 · 1968/69 · 1969/70 · 1970/71 · 1971/72 · 1972/73 · 1973/74 · 1974/75 · 1975/76 · 1976/77 · 1977/78 · 1978/79 · 1979/80 · 1980/81 · 1981/82 · 1982/83 · 1983/84 · 1984/85 · 1985/86 · 1986/87 · 1987/88 · 1988/89 · 1989/90 · 1990/91 · 1991/92 · 1992/93 · 1993/94 · 1994/95 · 1995/96 · 1996/97 · 1997/98 · 1998/99 · 1999/00 · 2000/01 · 2001/02 · 2002/03 · 2003/04 · 2004/05 · 2005/06 · 2006/07 · 2007/08 · 2008/09 · 2009/10 · 2010/11 · 2011/12 · 2012/13 · 2013/14 · 2014/15 · 2015/16 · 2016/17 · 2017/18 · 2018/19 · 2019/20 · 2020/21 · 
2021/22 · 2022/23 · 2023/24 · 2024/25 ·